# King's Cross station
King's Cross station, även Kings Cross, är en säckstation i Camden i centrala Londons norra del, öppnad 1852. Den är ändstation för fjärrtåg till och från norra och östra England och Skottland (omfattande York, Leeds, Hull, Darlington, Durham, Newcastle, Edinburgh och Glasgow), regionaltåg till och från Peterborough och Cambridge och dessutom på sena vardagskvällar och helger pendeltåg till och från Welwyn Garden City, Hertford North, Stevenage och Letchworth Garden City.
Stationen är ansluten till Londons tunnelbana via tunnelbanestationen King's Cross St. Pancras, som även betjänar grannstationen St Pancras. Tunnelbanestationen trafikeras av linjerna Circle, Hammersmith & City, Metropolitan, Piccadilly, Northern och Victoria.

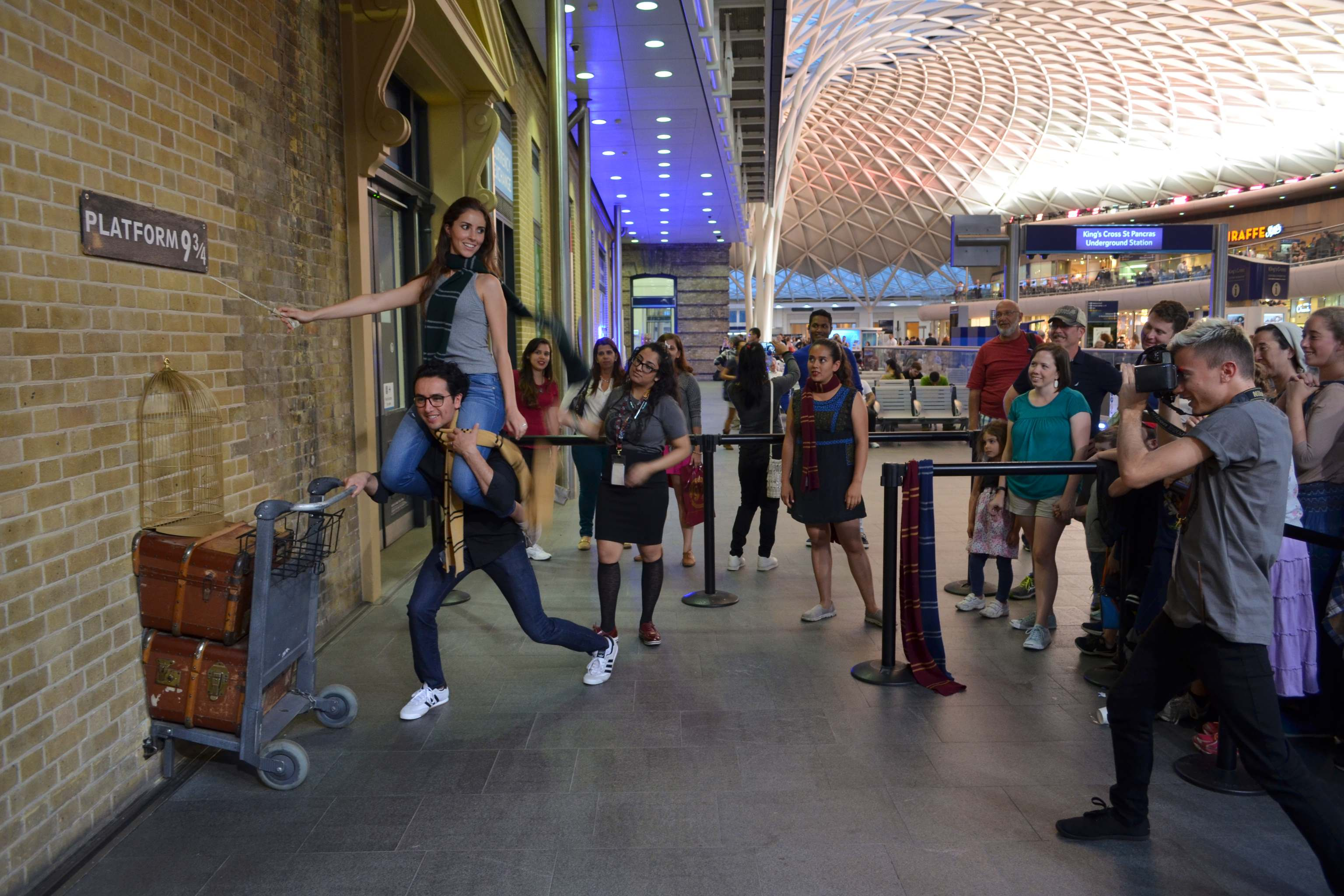
Turister vid skylten för perrong 9¾.

 I Harry Potter-böckerna är King’s Cross perrong 9¾ ändstation för Hogwartsexpressen. Perrongen finns inte i verkligheten, men en skylt har satts upp i närheten av perrong 9 och 10. När böckerna filmatiserades spelades King’s Cross-scenerna in vid perrong 4 och 5.